# Henriettella punctata
Henriettella punctata là một loài thực vật có hoa trong họ Mua. Loài này được (Griseb.) Triana mô tả khoa học đầu tiên năm 1872.